# Anna & Bella
Anna & Bella er en hollandsk tegnefilm fra 1984, som er instrueret af Børge Ring. Den modtog en Oscar for bedste korte animationsfilm ved Oscaruddelingen 1985. Filmen varer 8 minutter. Blandt de medvirkende er Tonny Huurdeman, der lagde stemme til både Anna og Bella, samt Annemieke Ring og Peter Ring.

## Handling
Filmen handler om to gamle søstre, der kigger minder igennem fra deres liv sammen.